# Eduardo Torres
Pour les articles homonymes, voir Torres.
Eduardo Torres Pérez (Albaida, Valence, 1872 - Séville, 23 décembre 1934) est un organiste, maître de chapelle, chef de chœur, compositeur et critique musical espagnol.

## Biographie

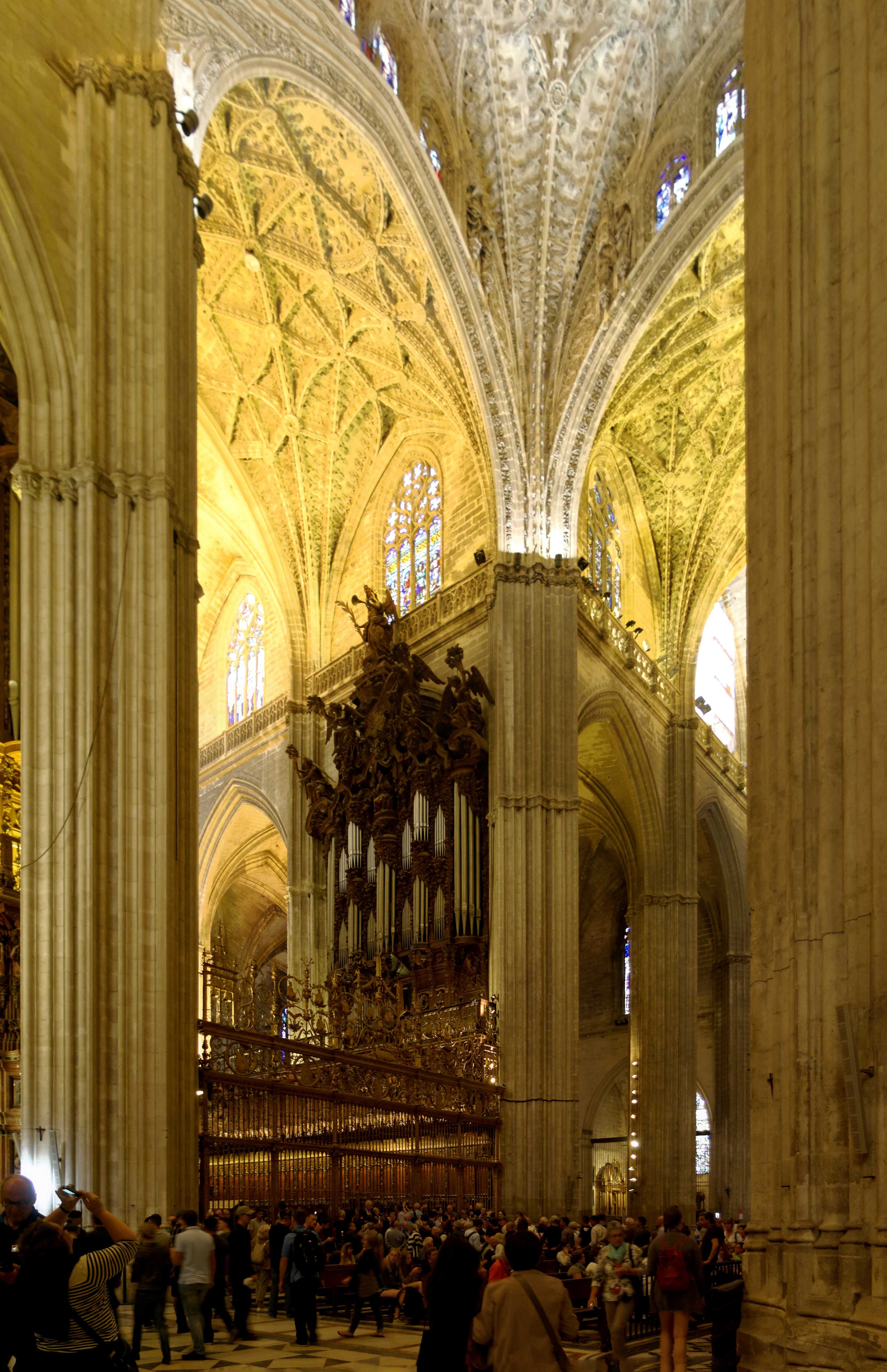
Intérieur de la cathédrale de Séville, montrant l'orgue que jouait Eduardo Torres.

Il est élève de Salvador Giner (es) et de Joan Baptista Guzmán lorsqu'il est enfant de chœur à la Cathédrale de Valence.
Torres effectue des études religieuses et accède ainsi à la place de maître de chapelle des cathédrales de Tortosa, en 1895 et de Séville à partir de 1910, entamant dans ces fonctions, sa période la plus prolifique.
Il est critique musical pour le quotidien ABC dès 1929, et exerce l'enseignement de musique, notamment à l'Hospital Provincial, au sein de la Sociedad Económica de Amigos del País et au Conservatoire.
Son successeur est Norberto Almandoz Mendizabal.

## Œuvre
Eduardo Torres introduit dans la musique religieuse, les nouvelles idées de l’impressionnisme. Ses œuvres les plus connues sont ses Saetas, une collection de pièces pour orgue basées sur des mélodies populaires andalouses. Ses œuvres religieuses les plus connues sont ses Motetes al Sagrado Corazón de Jesús y Ofertorio y plegaria.
Sa large production pour orgue a été publiée sous le titre de : Le organista espagnol, convertit à  l'esprit nationaliste et precurseur de Turina et Falla.
Il a composé des zarzuelas sous le pseudonyme de Matheu : El Puente de Triana [Le Pont de Triana], El secretario particular, La niña de las saetas, [L'enfant des saetas], Un drama de Calderón, accueilli par un grand succès au Théâtre de l'Infante Isabel (es) à Madrid, en 1919.
Passionné par la tauromachie, il a composé et enregistré le paso doble Joseíto de Málaga qui porte le numéro 66746 dans le répertoire de la Société des auteurs espagnols.

## Hommage
Un ensemble vocal porte le nom d'Eduardo Torres. Chœur amateur fondé en 1967 à Albaida, ville natale du musicien, il comptait 32 membres en 2006. Il remporté plusieurs prix en Espagne.

## Discographie
Bien que peu connu de nos jours, quelques disques contiennent une ou plusieurs pièces de Torres au sein de programmes divers, notamment sa Berceuse, qui a été plusieurs fois enregistrée.
- Vicent Ros interpreta a Eduardo Torres (1992, Nuevas Producciones) (OCLC 430997948)

### Récitals
- Berceuse - Esteban Elizondo Iriarte, orgue (2002, Æolus) (OCLC 316889299) Au sein d'un récital sur l'orgue des Frères-Stoltz
- Intermedio - Vicente Ros, orgue (SOMAGIC) (OCLC 51897855) Au sein d'un récital réalisé sur six orgues, de pièces de compositeurs allant de Joan Cabanilles à Óscar Esplá et Joaquin Rodrigo.
- Saeta IV - (1947/49, Amphion) (OCLC 44579579) Avec d'autres œuvres de Bach, César Franck, Henri Mulet.